# Barbara Zdzisińska
Barbara Zdzisińska – polska mikrobiolog, dr hab. nauk biologicznych, adiunkt Instytutu Mikrobiologii i Biotechnologii Wydziału Biologii i Biotechnologii Uniwersytetu Marii Curie-Skłodowskiej.

## Życiorys
10 czerwca 1998 obroniła pracę doktorską Ketoza krów - wytwarzanie niektórych cytokin przez komórki jednojądrzaste krwi i śródbłonek naczyń krwionośnych, 26 stycznia 2011 habilitowała się na podstawie pracy zatytułowanej Udział komórek podścieliska szpiku kostnego w patogenezie szpiczaka mnogiego w badaniu in vitro. Została zatrudniona na stanowisku adiunkta w Instytucie Mikrobiologii i Biotechnologii na Wydziale Biologii i Biotechnologii Uniwersytetu Marii Curie-Skłodowskiej.

## Publikacje
- 1994: Influence of the perinatal period on bovine interferon production[1]
- 1999: The effect of steroidal and non-steroidal anti-inflammatory drugs on the cellular immunity of calves with experimentally-induced local lung inflammation[1]
- 1999: Modulation of interferon and tumor necrosis factor production in bovine alveolar lavage cells and peripheral blood cells by flumetasone, meloxicam and aminophylline[1]
- 2008: Matrix Metalloproteinases-1 and -2, and Tissue Inhibitor of Metalloproteinase-2 Production is Abnormal in bone Marrow Stromal Cells of Multiple Myeloma Patients[1]
- 2008: Stężenie insulinopodobnych czynników wzrostu IGF-I i IGF-II w surowicy źrebnych klaczy w okresie okołoimplantacyjnym[1]
- 2016: Alpha-Ketoglutarate as a Molecule with Pleiotropic Activity: Well-Known and Novel Possibilities of Therapeutic Use[1]